# Championnats d'Afrique de pétanque 2017
Navigation
Édition précédente Édition suivante
Les championnats d'Afrique de pétanque de 2017, dont c'est la 6e édition, se déroulent à Tunis, en Tunisie, du 6 au 9 septembre 2017,,,,.

## Podiums
| Épreuve                 | Or | Argent                                                                     | Bronze                                                                                         |
| ----------------------- | --- | -------------------------------------------------------------------------- | ---------------------------------------------------------------------------------------------- |
| Triplette senior        | Madagascar- Zoël Alhenj Tonitsihoarana - Yves Andrianomenjanahary - Maminirina Ramanantsoavina - Haja Rapomanetsoa | Tunisie- Khaled Bougriba - Majdi Hammami - Oussama Mohsni - Amine Chaabane | Maroc - Mohammed Ajouad - Abdessamad el Mankari - Rachid Habchi - Ali Elmekkaoui Côte d'Ivoire |
| Tir de précision senior | Zoel Tony Elhenj                                                                                                   | Mohamed khaled Boughriba                                                   | Ali Elmakaoui Ahno Ibrahim                                                                     |